# Cape Lookout State Park
Der Cape Lookout State Park ist ein State Park im Tillamook County im US-Bundesstaat Oregon. Der 815 ha große Park liegt 19 km südwestlich von Tillamook und erstreckt sich 8 km entlang der Pazifikküste von Netarts Spit bis Cape Lookout. 

## Geographie
Das an seiner Basis nur 500 m breite und über 2 km weit in den Pazifik ragende, 120 m hohe Cape Lookout ist der noch nicht erodierte Überrest aus Basaltgestein eines etwa 15 Millionen Jahre alten Vulkans. Im Norden des Parks trennt die fast 5 km lange, schmale sandige Landzunge Netarts Spit die flache Netarts Bay vom Pazifik ab.
Seit den 1980er Jahren nahm im Park die Küstenerosion durch Winterstürme stark zu. Die Landverluste von ein bis zwei Meter pro Jahr waren größer als die Sandanspülungen im Sommer, so dass Campingplatzstellplätze, Picknicktische und zwei Toilettenhäuser zerstört wurden bzw. umgesetzt werden müssen. Da feste Küstenbefestigungen in diesem naturnahen Park nicht in Frage kommen, musste die Erosion durch künstliche Dünenaufschüttungen und Anpflanzung von Strandhafer gestoppt werden.

## Flora und Fauna
Im Park fallen etwa 2500 mm Niederschlag jährlich, so dass er teilweise noch mit einem dichten, unberührten Regenwald bedeckt ist. Vor allem am Cape Lookout befindet sich ein Urwald aus Sitka-Fichten und Riesenlebensbäumen sowie Schwertfarn und Frauenhaarfarn. 
Schon in den 1930er Jahren zählte Stanley G. Jewitt, Direktor des U.S. Fish & Wildlife Service, 154 Vogelarten im Parkgebiet.

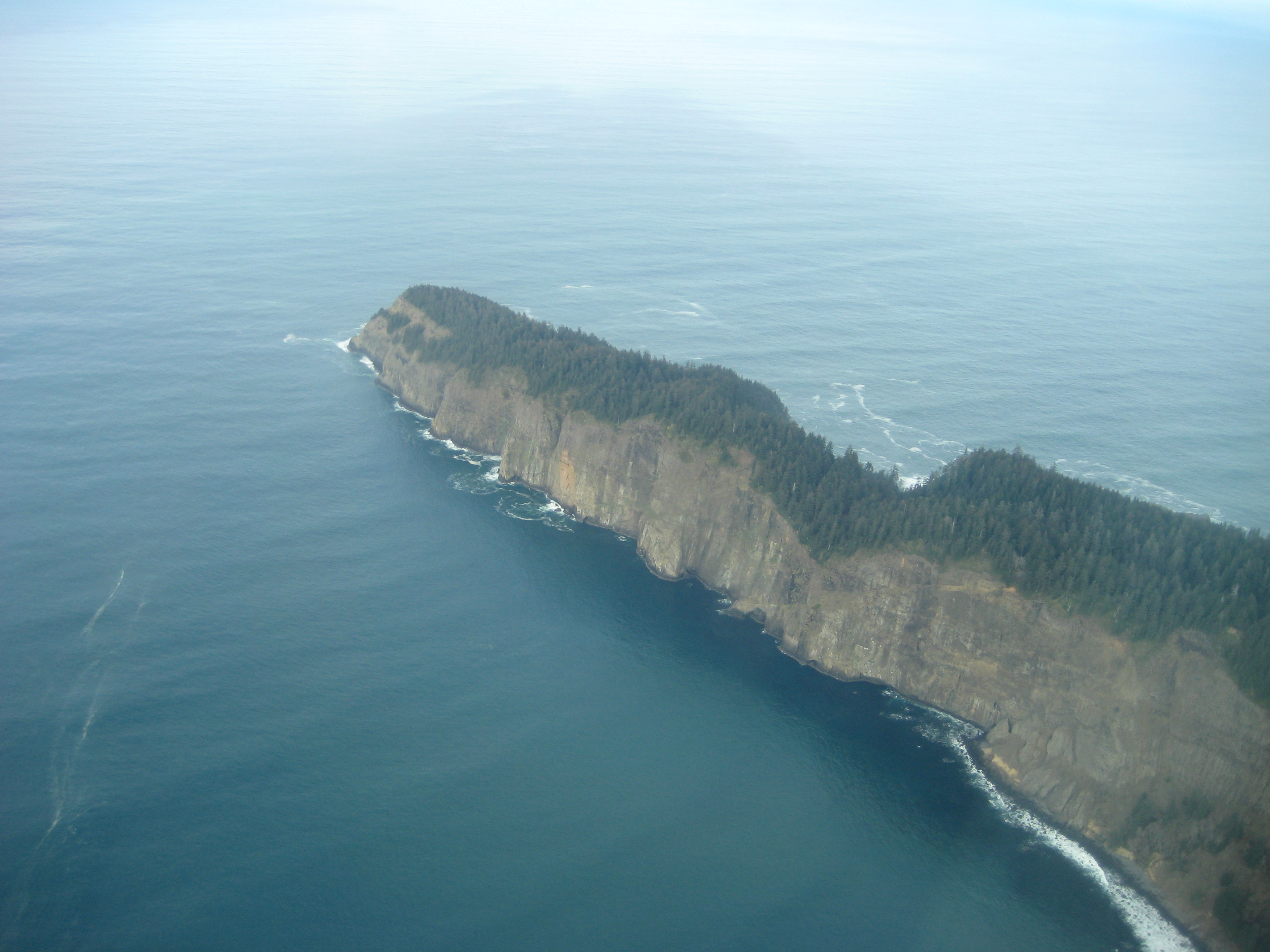
Luftbild

## Geschichte
Cape Lookout erhielt seinen Namen gegen Ende des 18. Jahrhunderts durch den britischen Entdecker John Meares. 1935 schenkte der U.S. Lighthouse Service 378 ha Land dem Staat zur Errichtung eines State Parks, die Louis W. Hill-Familienstiftung stiftete dazu das Gelände der Netarts Spit. Wegen der hohen Anzahl an Vogelarten kaufte der Leiter der State Park Commission Samuel Boardman Feuchtwiesen für den Park an, die nur wenig touristischen Wert hatten, aber als Vogelbrutgebiet hohen ökologischen Wert besitzen. 1939 legte eine Einheit des Civilian Conservation Corps den Weg an die Spitze des Kaps an. Während des Zweiten Weltkriegs zerschellte am 12. Oktober 1943 ein B-17-Bomber auf einem Patrouillenflug am an diesem Tag in Nebel gehüllten Kap, nur ein Besatzungsmitglied überlebte. Eine Gedenktafel erinnert an das Unglück. Nach dem Zweiten Weltkrieg erfolgte ab 1952 der weitere Ausbau des Parks mit einer Zufahrtsstraße, dem großen Zeltplatz und weiteren Einrichtungen. 1988 erhielt der Park durch eine Schenkung von weiteren 17 ha Land seine heutige Größe.

## Touristische Anlagen
Der Besuch des Parks ist gebührenpflichtig. Der Park verfügt am Strand über einen großen Zeltplatz mit 38 Wohnmobil- und über 170 Zeltplätzen. Cape Lookout ist Teil der Three Capes Scenic Route. Durch den Park führen insgesamt 12 km Wander- und Spazierwege. Auf die Spitze des Kaps, das als guter Punkt zur Walbeobachtung gilt, führt ein etwa 4 km langer Fußweg. 
Ein Abschnitt des Oregon Coast Trail verläuft durch den Park.
Im Norden des Parks an der Netarts Bay befindet sich ein Erholungsgebiet für Tagesbesucher, unter anderem ist in der Netarts Bay Wassersport wie Bootsfahren und Kajaking möglich. 